# Трощинский, Дмитрий Прокофьевич
Дмитрий Прокофьевич Трощинский (26 октября 1749 — 26 февраля 1829) — государственный деятель Российской империи, старший кабинет-секретарь (1793—1798), генерал-прокурор (1814—1817), действительный тайный советник (15.09.1801), сенатор, владелец крепостного театра.

## Биография
Выходец из малороссийского шляхетского рода Трощинских. Его прадед — обозный гадяцкого полка, а затем полковник оного Степан Трощинский — был племянником гетмана Ивана Мазепы. Отец Дмитрия — Прокофий Трощинский — был в Гетманщине бунчуковым товарищем. 
По окончании курса в Киевской академии, Дмитрий Трощинский поступил на службу в Малороссийскую коллегию. Звание полкового писаря он получил в 1773 году. Будучи командирован в Молдавию в распоряжение князя Н. В. Репнина, Трощинский своим трудолюбием и деловитостью скоро обратил на себя внимание князя, который не разлучался с ним до 1787 года. В этом году Екатерина II предприняла путешествие в Крым; её сопровождал граф Александр Безбородко. Князь Репнин рекомендовал ему Трощинского, как надёжного и опытного чиновника.
В 1793 году Трощинский был назначен членом Главного почтового управления и возведён в звание статс-секретаря. Это дало ему возможность обратить на себя внимание Екатерины II. В 1796 году он получил от императрицы местечко Кагарлык в Киевской губернии, всё Кагарлыкское староство, а также два староства в Подольской губернии. Трощинский сопровождал императора Павла I в Москву на коронацию и был назначен сенатором и присутствующим в совете, учреждённом при воспитательном обществе благородных девиц.

В 1800 году был уволен со всех должностей и (по мнению Натана Эйдельмана) принял участие в заговоре против Павла I. После переворота 1801 года восстановлен во всех должностях и назначен императором Александром I членом Государственного (Непременного) совета и главой Почтового управления империи, а при учреждении министерств — министром уделов. Известен Трощинский ещё и тем, что именно он написал знаменитый манифест о восшествии на престол Александра I, в котором царь отрекался от политики Павла I и торжественно клялся «управлять Богом нам врученный народ по законам и по сердцу в Бозе почивающей августейшей бабки нашей государыни императрицы Екатерины Великий». 

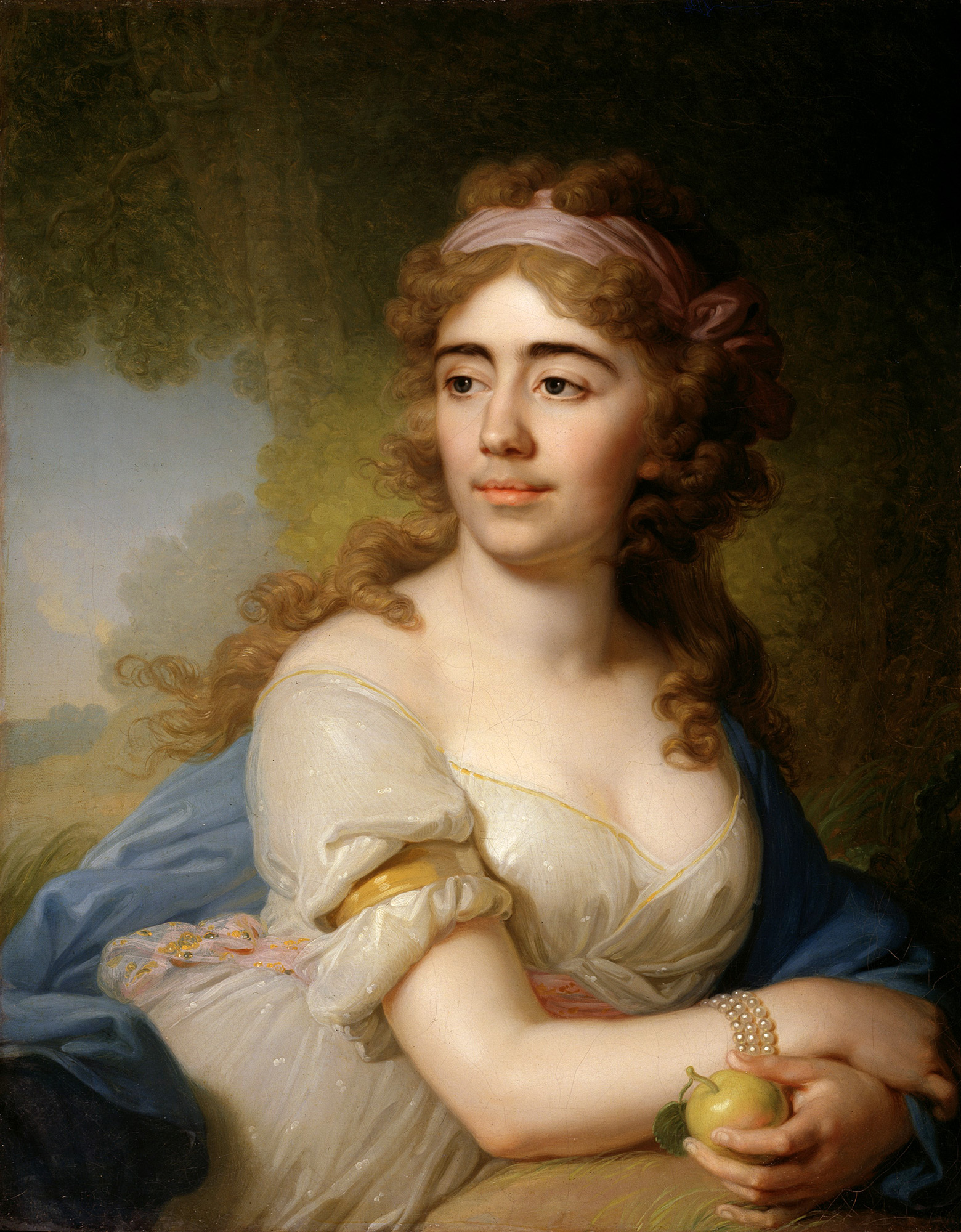
Скобеева (имя её неизвестно) — дочь кронштадтского матроса, воспитанница и фаворитка Д. П. Трощинского

Должность министра уделов Трощинский занимал с 1802 до 1806 года, затем он вышел в отставку и переехал на житьё в село Кибинцы, Миргородского уезда. Полтавское дворянство выбрало его губернским маршалом.
С 1814 до 1817 года Трощинский был министром юстиции. Выйдя в отставку, он лет пять оставался ещё в Санкт-Петербурге, а затем переехал в Кибинцы, где собирал у себя местных помещиков. В числе последних были и Гоголи-Яновские, свойственники Трощинского по брату. Благодаря Трощинскому, Николай Гоголь был определён в Нежинскую гимназию.
Имел обширные владения на Полтавщине, Киевщине, в Подолии и Воронежской губернии (свыше 70 000 десятин). Последние годы Трощинский прожил в своём миргородском имении Кибинцы. Ему принадлежало 70 тыс. десятин земли и 6 тыс. крепостных крестьян. Он приходился дальним родственником Николаю Гоголю. Был другом и покровителем многих украинских литераторов и художников, в частности Василия Капниста, П. Коропчевского, Миклашевского, Я. Маркевича, В. Ломиковского, Василия Гоголя, Владимира Боровиковского, А. Веделя. Через своего приятеля Осипа Каменецкого — Трощинский был одним из инициаторов первого издания «Энеиды» Ивана Котляревского (1798). В Кибинцах Трощинский имел домашний театр, которым от 1812 года руководил с помощью Василия Капниста и Василия Гоголя-Яновского.
Трощинский собрал богатую библиотеку, распроданную по частям после его смерти в разные руки. Скончался от «водянки в груди» 26 февраля 1829 года в Кибинцах, оставив весьма значительное состояние: 6 тысяч душ крепостных, дома в Петербурге и Киеве, движимого имущества на сумму около 1 миллион рублей. Значительную часть своего богатства он завещал своему старшему племяннику А. А. Трощинскому.
Трощинский не был женат, но имел побочных детей (воспитанников) — Дмитрия (25.10.1802— ?; родился в Петербурге, крестник полковника Андрея Трощинского), и дочерей —
Марию, замужем (с 25 января 1801 года) за коллежским асессором главного почтового правления Карлом Вильямовичем Миллером, и Надежду (ум. 1817 году от чахотки), она была замужем за офицером князем И. М. Хилковым, которого вскоре оставила, по отзыву Гоголя он был «большой комик и старый греховодник». Их дочь Прасковья Ивановна (1804—1829) стала женой (1827) генерал-майора барона Станислава Карловича Остен-Сакена (1789—1863).
По словам современницы, внучку свою Трощинский «любил нежно, между тем она совершенно была убеждена, что является единственной его наследницей и с нетерпением ожидала, чем решится её судьба. При чтении духовной, в которой старик назвал её воспитанницей, открылось , что  оставил ей всего лишь 800 душ в Киевской губернии. Эта обидная новость так сильно поразила её, что она заболев, вскоре родила и через три недели после смерти Трощинского скончалась, оставив в отчаянии мужа и маленькую сиротку—дочь» Елену, которая умерла в 1835 году. После её смерти А. А. Трощинский в судебном порядке пытался лишить наследства барона Остен-Сакена, но проиграл дело. В 1837 году побочные дочери князя Хилкова, графиня Александра Ефимовская и Наталья Ушакова, начали тяжбу с бароном, пытаясь доказать, что являются законными наследницами своей умершей единокровной сестры Прасковьи Хилковой, но все их доводы в 1851 году были признаны не имеющими законных оснований.

## Награды
- Орден Святого Владимира 4-й степени (22.09.1785)
- Орден Святого Владимира 3-й степени (12.03.1792)
- Орден Святого Владимира 2-й степени (22.09.1794)
- Орден Святой Анны 1-й степени (12.11.1796)
- Орден Святого Александра Невского (08.04.1799)
- Орден Святого Иоанна Иерусалимского, командорский крест (08.11.1800)